# Drmaly
Drmaly (německy Türmaul) jsou vesnice, část obce Vysoká Pec v okrese Chomutov. Nachází se dva kilometry jihozápadně od Vysoké Pece. Drmaly jsou také název katastrálního území o rozloze 3,61 km².

## Název
Název vesnice vychází z českého příjmení Drmal, které je odvozeno ze slovesa drmati ve významu škubat, lomcovat nebo klátit. V historických pramenech se jméno vyskytuje ve tvarech: Dormaul (1542), Dyrmohl (1549), Dyrmaul (1606), Thürmel (1787) nebo Türmaul a Türmel (1846).

## Historie
První písemná zmínka o vesnici pochází z 9. února 1516, kdy Lorenc Glac ze Starého Dvora sepsal závěť, ve které odkázal většinu svého majetku, včetně Drmal, své dceři Anně. Ve druhé polovině šestnáctého století Drmaly a nedaleká Pyšná posloužily jako záruka dluhu Kryštofa z Karlovic. Jeho synovec vesnici roku 1580 prodal Bohuslavu Felixovi Hasištejnskému z Lobkovic. Určité nároky na ves nebo její část měli také vladykové z Michalovic, protože když jiný Kryštofův synovec Jiří dne 2. března 1582 Bohuslavu Felixovi prodával Horu Svaté Kateřiny s dalšími vesnicemi, připadlo 1 500 kop grošů právě vladykům z Michalovic, kteří měli Drmaly a Pyšnou zapsané v zemských deskách jako součást svého ervěnického panství.
V roce 1594 patřily Drmaly k majetku zkonfiskovanému Jiřímu Popelovi z Lobkovic a roku 1605, kdy je koupil Adam Hrzán z Harasova, v nich žilo 24 poddaných. Po třicetileté válce ve vsi podle berní ruly z roku 1654 žilo sedm sedláků, jedenáct chalupníků a jeden nádeník bez pozemků. Z toho byly tři selské a dvě chalupnické usedlosti označeny jako pusté. Jeden z chalupníků provozoval hospodu. Podle soupisu poddaných z roku 1748 v Drmalech žilo dvacet usedllíků, z nichž byl jeden pekař, jeden kovář, dva mlynáři a tři židovští obchodníci.
Kostel ve vesnici nikdy nebyl, ale jako modlitebna sloužila drobná kaple, zbořená roku 1962. Vesnice mívala až do roku 1828 vlastní školu, ale poté děti začaly navštěvovat školu v Červeném Hrádku. Škola byla obnovena po druhé světové válce, po níž byli vysídleni němečtí obyvatelé. Vesnici se podařilo dosídlit a v bývalém hotelu Bellevue byla otevřena dvoutřídní škola. V roce 1960 se přestěhovala do domu čp. 68. Hotel byl poté upraven na mateřskou školu, později na dětský domov a budova byla převedena do katastrálního území Vysoká Pec. Ve vsi bylo založeno jednotné zemědělské družstvo, ale roku 1960 byl jeho majetek převeden do správy státního statku. Statek v Drmalech provozoval teletník, ale na začátku 21. století byl jeho areál bez využití.

## Obyvatelstvo
Při sčítání lidu v roce 1921 zde žilo 395 obyvatel (z toho 197 mužů), z nichž bylo jedenáct Čechoslováků, 383 Němců a jeden cizinec. Kromě čtyř evangelíků a dvaceti lidí bez vyznání patřili k římskokatolické církvi. Podle sčítání lidu z roku 1930 měla vesnice 381 obyvatel: sedm Čechoslováků, 369 Němců a pět cizinců. Většinou byli římskými katolíky, ale devět jich patřilo k evangelickým církvím a šestnáct bylo bez vyznání.
V devatenáctém století ve vsi přebývala židovská komunita. Roku 1809 v Drmalech žilo čtyřicet Židů. Do roku 1858 jejich počet vzrostl na 45, ale koncem století komunita zcela zanikla.
|                                                                         | 1869 | 1880 | 1890 | 1900 | 1910 | 1921 | 1930 | 1950 | 1961 | 1970 | 1980 | 1991 | 2001 | 2011 | 2021 |
| ----------------------------------------------------------------------- | ---- | ---- | ---- | ---- | ---- | ---- | ---- | ---- | ---- | ---- | ---- | ---- | ---- | ---- | ---- |
| Obyvatelé                                                               | 291  | 228  | 242  | 263  | 369  | 395  | 381  | 274  | 258  | —    | 141  | 106  | 124  | 168  | 201  |
| Domy                                                                    | 36   | 40   | 41   | 49   | 59   | 55   | 65   | 66   | —    | —    | 44   | 45   | 47   | 56   | 71   |
| Počet domů z roku 1961 a údaje z roku 1970 jsou zahrnuty u Vysoké Pece. |      |      |      |      |      |      |      |      |      |      |      |      |      |      |      |

## Obecní správa a politika
Při sčítání lidu v letech 1869–1910 Drmaly byly osadou obce Červený Hrádek v okrese Chomutov. V letech 1921–1950 byly samostatnou obcí v okrese Chomutov. Od roku 1960 jsou částí obce Vysoká Pec v okrese Chomutov.

### Politika
Dne 22. května 1938 se konaly volby do obecních zastupitelstev. Z rozdělených 222 hlasů v Drmalech získaly 166 hlasů Sudetoněmecká strana a 56 hlasů Německá sociální demokracie.

## Doprava
Drmaly stojí na silnici třetí třídy č. 2528 z Jirkov do Pyšné. Na návsi se nachází zastávka autobusové linkové dopravy. Nejbližší železniční stanice a zastávky jsou Jirkov na trati Chomutov–Jirkov a Jirkov zastávka na trati Ústí nad Labem – Chomutov vzdálené 3,5–4 kilometry. Podél západního okraje vsi vede zeleně značená turistická trasa z Jirkova do Lesné a na jihovýchodě ji míjí modře značená trasa z Jirkova do Vysoké Pece.

## Pamětihodnosti
Severozápadně od vesnice se v údolí potoka Lužec nachází přírodní památka Drmaly.

## Osobnosti
Ve vesnici se narodil československý reprezentant v alpském lyžování Kurt Hennrich (1931–2020).

## Další fotografie

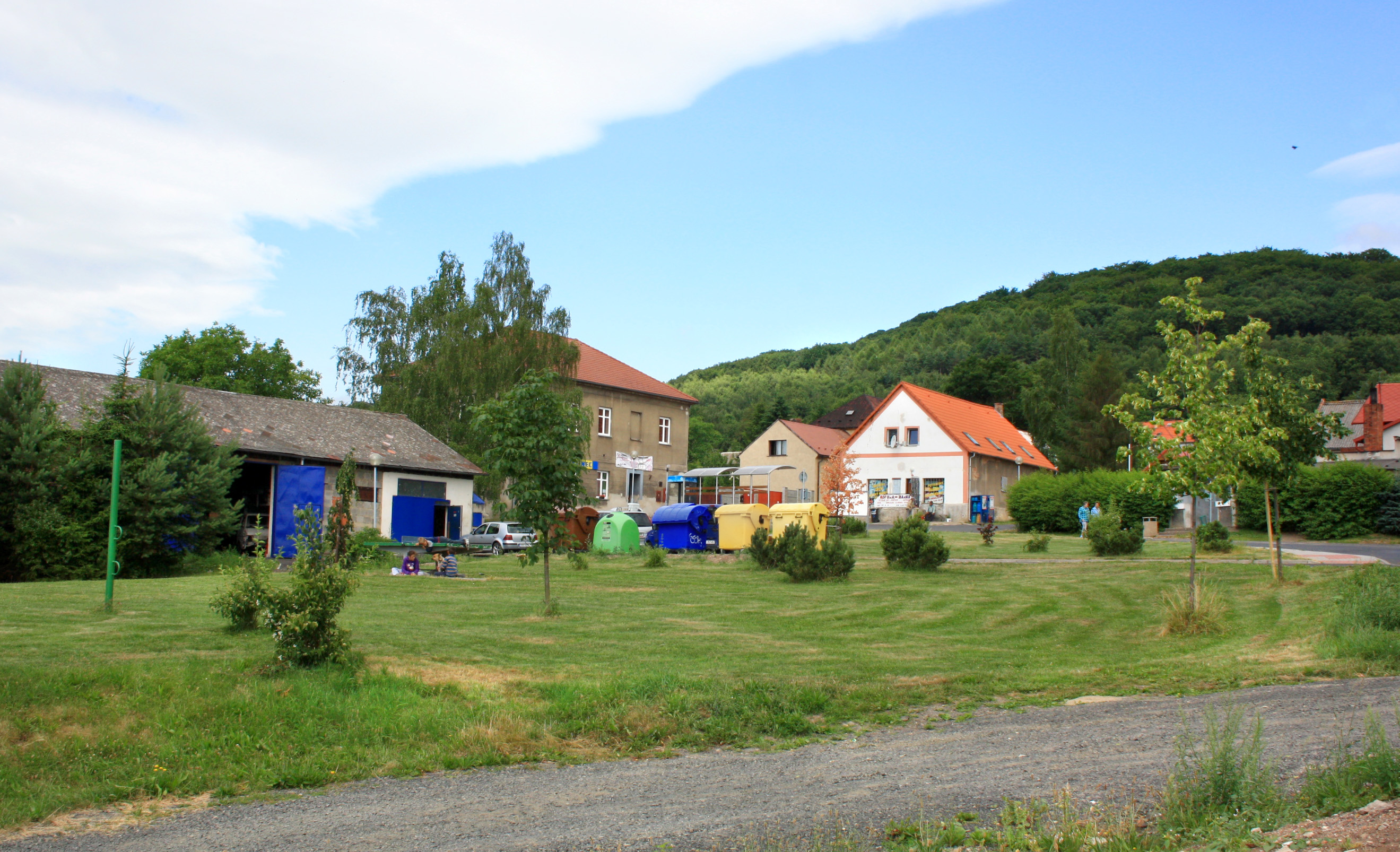
Náves
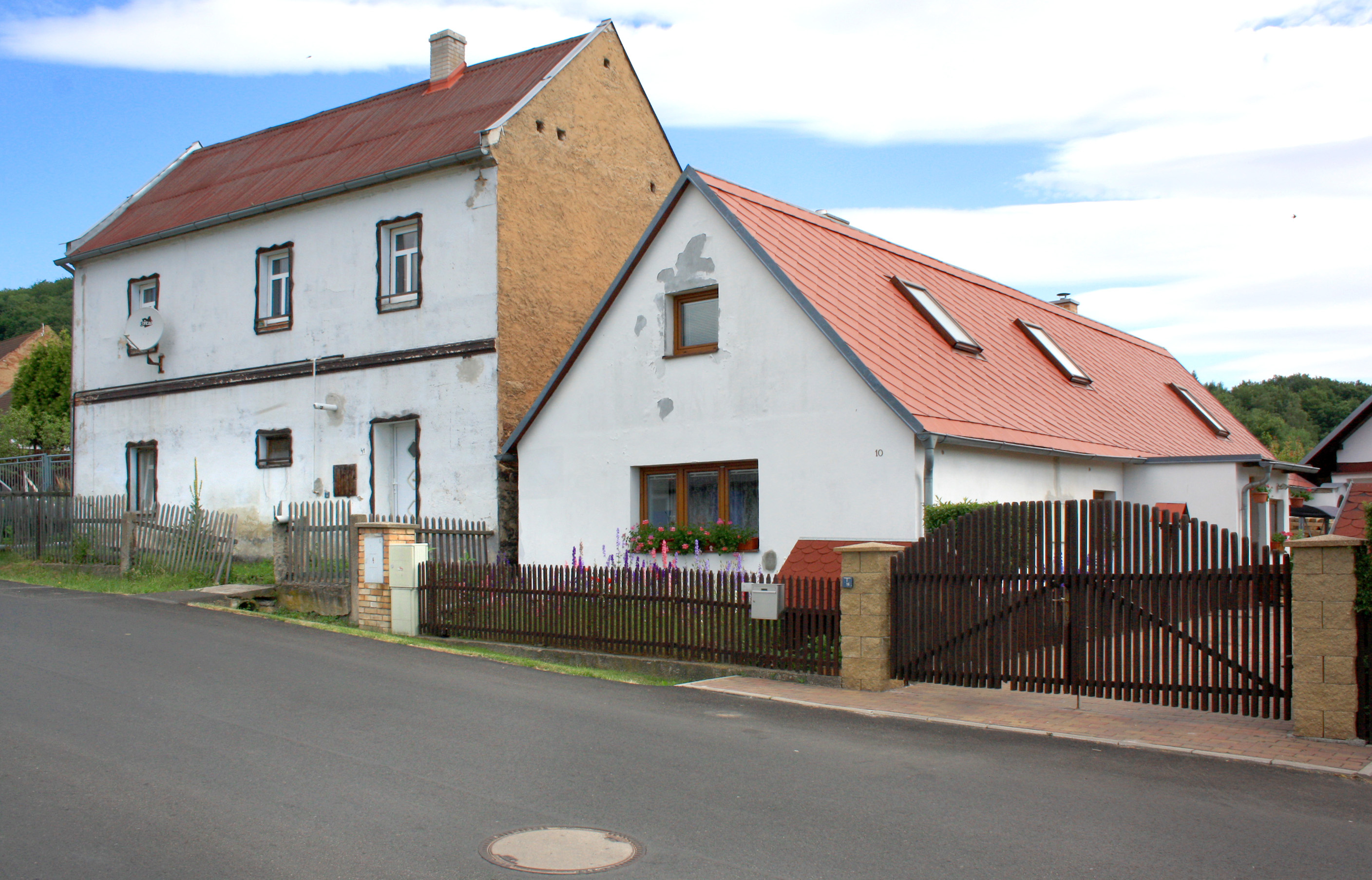
Domky na návsi
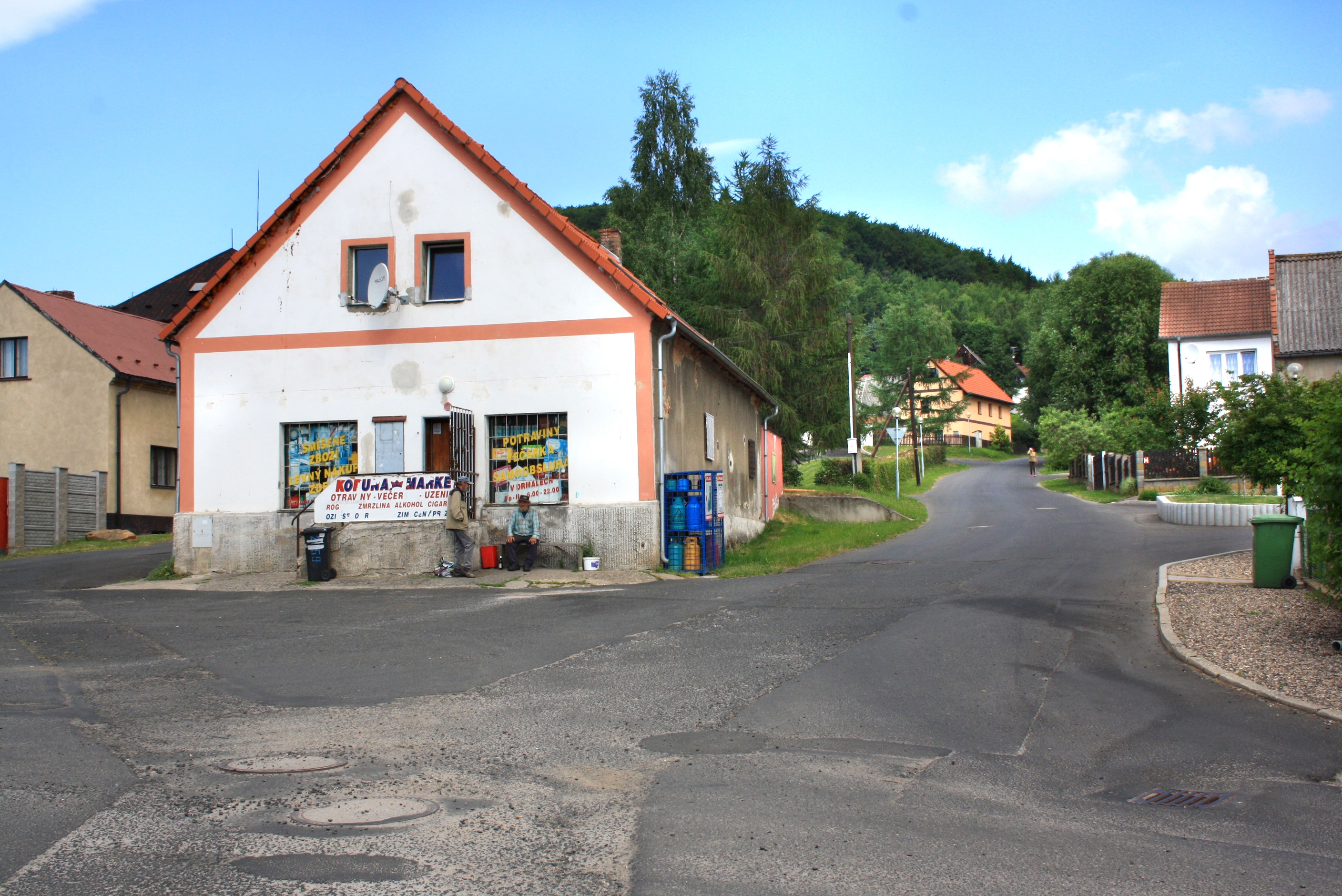
Silnice k vesnici Pyšná
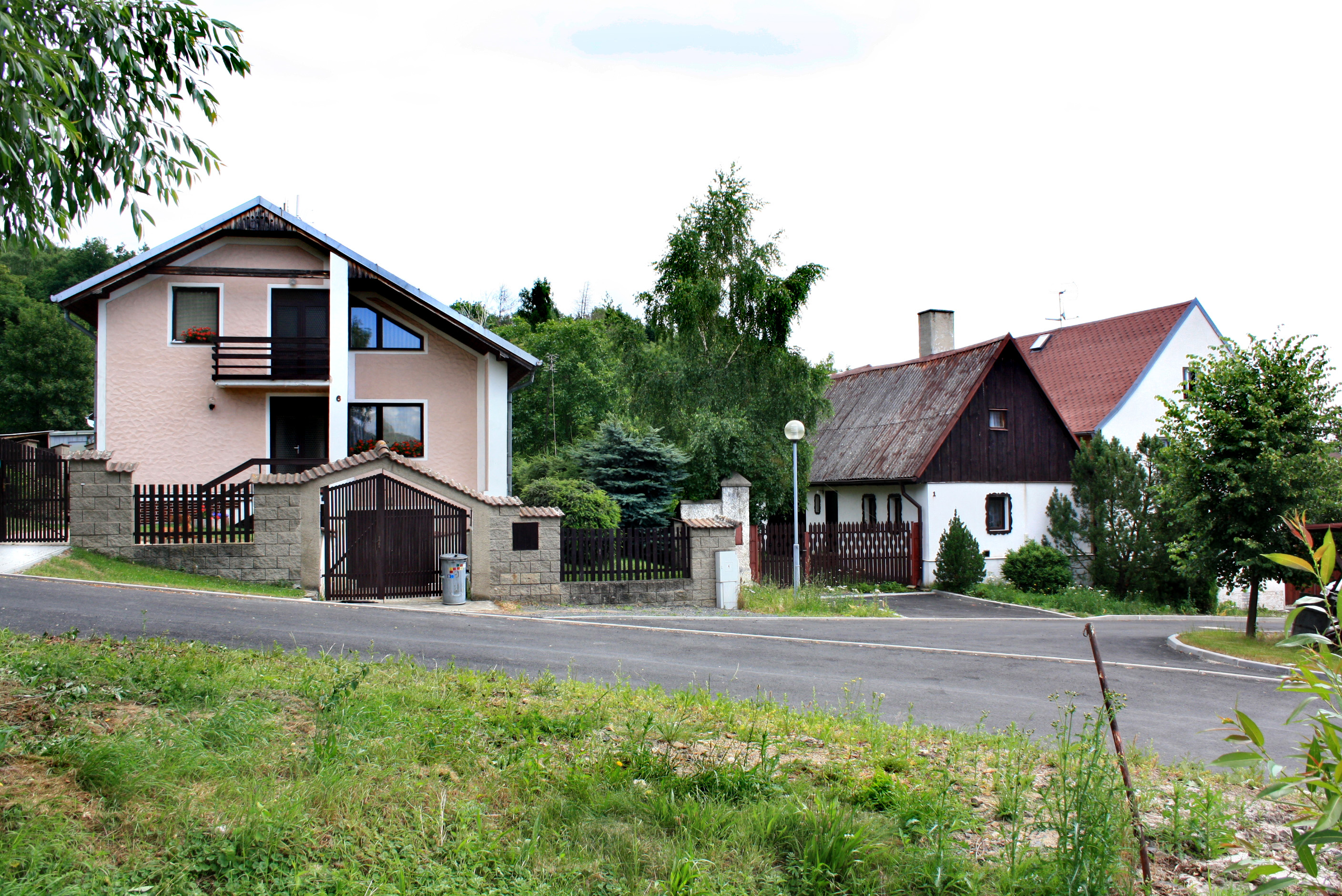
Domky v severní části vesnice